# نمر بكر حماد
نمر بكر حماد ولد في مدينة نابلس وتلقى تعليمه الابتدائي فيها ثم توجه نحو اسطنبول لاتمام دراسته الثانوية. ومن ثم القاهرة حيث أمضى فترة في الأزهر، ولكنه لم يحصل على شهادة علمية منه. شغل منصب رئيس بلدية نابلس عام 1918 لمدة عام واحد، وايضا شغل منصب مدير الأوقاف.
يعتبر نمر حماد من “المعارضين”. ولكنه لم يكن يؤيد حزب الدفاع الوطني المعارض للحزب العربي الفلسطيني. وعندما تأسس حزب الاصلاح في  1935/06/18 انتسب نمر حماد إليه وأصبح من أعضاء لجنته التنفيذية.

## فكره
يمكن تحديد أهم الأفكار السياسية لنمر حماد من أهداف الحرب الذي انتمى إليه. وتتلخص في الفكر الوحدوي الذي يسعى إلى استقلال فلسطين ضمن الوحدة العربية واعتبار القضية الفلسطينية إحدى قضايا الوطن العربي ومقاومة إقامة الوطن القومي لليهود في فلسطين. على أن نمر حماد لم يشترك في ثورة 1936 – 1939 اشتراكاً فعالاً.
ترك نمر حماد بعضا من آثاره وأفكاره على شكل كتيبات دينية منها كتيب جمع فيه ابتهالات دينية، وآخر في الفقه الاسلامي، وثالث يرد فيه على كتاب الإسلام الصحيح لمحمد اسعاف النشاشيبي.